# Evernia prunastri
Evernia prunastri ist eine Flechtenart aus der Gattung Evernia in der Familie der Parmeliaceae. Die Art ist auch als Eichenmoos bekannt.

## Beschreibung
Evernia prunastri ist eine Strauchflechte. Sie wird bis zu 10 cm groß. Ihr kurzstrauchiger, mehr oder weniger reich verzweigter und kurz hängender und abstehender Thallus besteht aus (1–) 2–3 (–5) Millimeter breiten, weichen, oberseits grau- bis gelbgrünen und unterseits weißlichen, dort stellenweise grünlich gefleckten, schwach rinnigen bis runzeligen, strauchig verzweigten Bändern. An den Rändern brechen diese mehlig-körnig auf (Sorale). Apothecien (mit glänzend brauner Scheibe) werden selten gebildet.
Evernia prunastri var. prunastri enthält Usninsäure, Evernsäure und Atranorin. Evernia prunastri var. herinii (Duv.)  Maas Geest unterscheidet sich durch oberseits blaugrünliche Töne und das Fehlen von Usninsäure.

## Standort
In Europa ist sie vom nördlichen Fennoskandien bis in den Mittelmeerraum bis zur Waldgrenze häufig auf saurer Rinde (Stamm und Äste) von Laub- und Nadelbäumen, besonders Eichen (Quercus), anzutreffen. An windoffenen Standorten kann sie die Flanken der Baumstämme mit einem dichten Flechtenteppich überziehen. Sie ist eine der häufigsten Strauchflechten und fehlt lediglich in stark luftbelasteten Gegenden und an lufttrockenen Standorten. Die Art gilt in Deutschland als gefährdet.

## Besonderheiten
Eichenmoos ist ein Basis-Duftstoff der Parfümerie und gehört zum Grundakkord Bergamotte-Labdanum-Eichenmoos, der die Parfümgattung Chypre definiert. Er wirkt in seltenen Fällen allergen; sein Gebrauch wurde durch EU-Bestimmungen stark eingeschränkt, was zur Reformulierung und Verschlechterung der Rezepturen vieler Parfüm-Klassiker führte. Die Art wird unter anderem in Frankreich in großen Mengen gesammelt, um durch Extraktion mit Alkohol „absolue de mousse de chêne“ oder mit Kohlenwasserstoff-Lösungsmitteln „essence concrète de mousse odorante“ zu gewinnen.